# جايسون وليامز (لاعب كرة قدم)
جايسون وليامز (بالإنجليزية: Jason Williams)‏ (و. 1986  م) هو لاعب كرة قدم أمريكية، من الولايات المتحدة، ولد في شيكاغو، يلعب كظهير ‏.

## التعليم
تعلم في DuSable High School ‏.

## روابط خارجية
- جايسون وليامز على موقع مرجع كرة القدم المحترفة.كوم (الإنجليزية)